# Сугашіма
Суґашіма (острів Суґа) — острів у центрі Японії, що адміністративно є частиною міста Тоба префектури Міє, Японія. Один з основних островів міста Тоба.

## Географія
Острів розташований в затоці Ісе біля східного узбережжя центральної частини острова Хонсю за 3 км на схід від острова Тошіджіма та на північному заході від острова Камішіма. Суґашіма є другим за величиною островом, після Тошіджіма, який входить до складу міста Тоба. Він розташований у межах національного парку Ісе-Шима.
Острів горбистий, найвища точка — гора Ояма (236 м). Рівнинна місцевість є тільки на північно-східному узбережжі Суґашіми, де розташований рибальський порт.
Площа острова — 4,52 кілометра. Населення — 689 осіб, станом на 2010 рік.

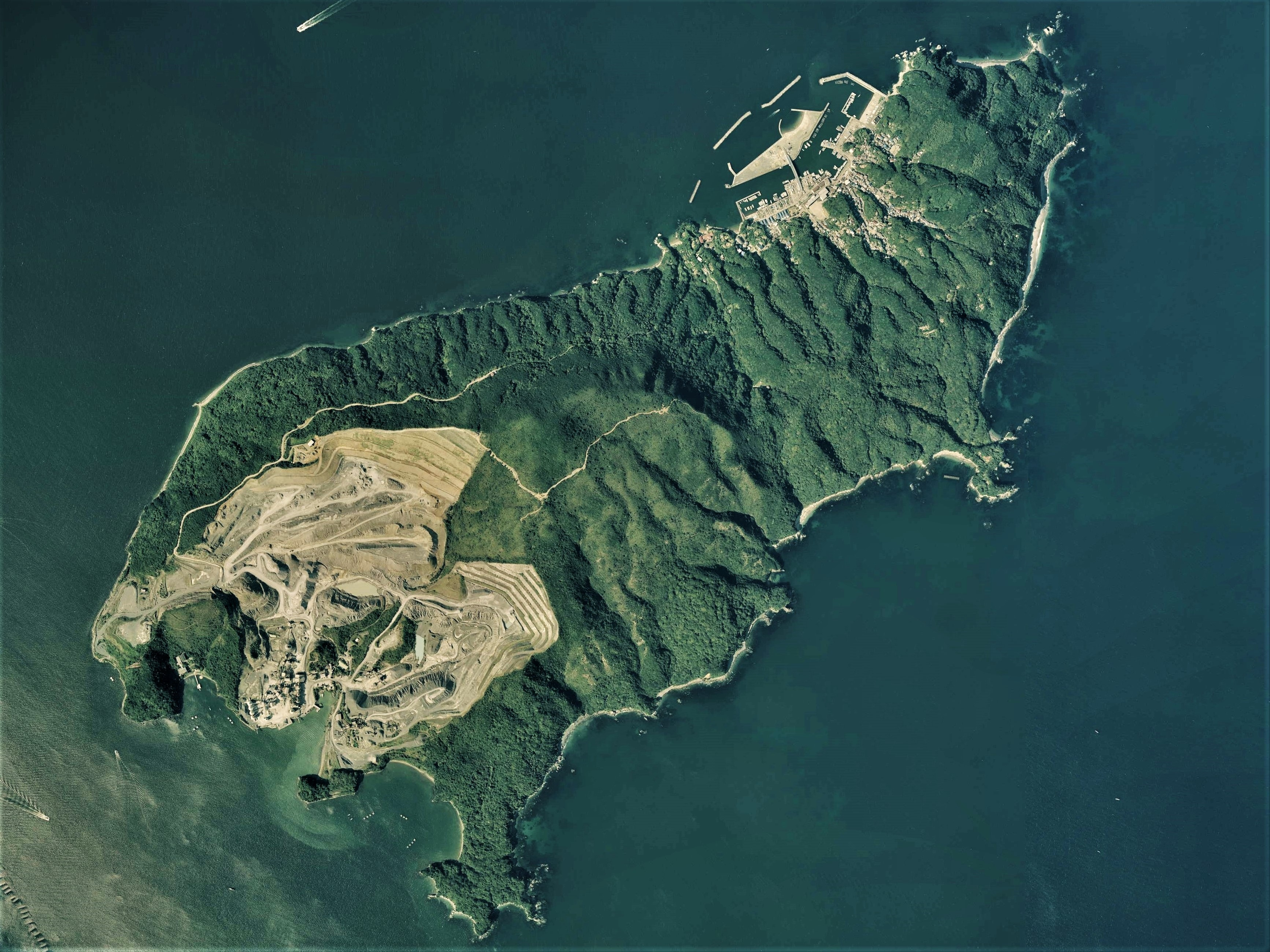
Аерофотознімок острова
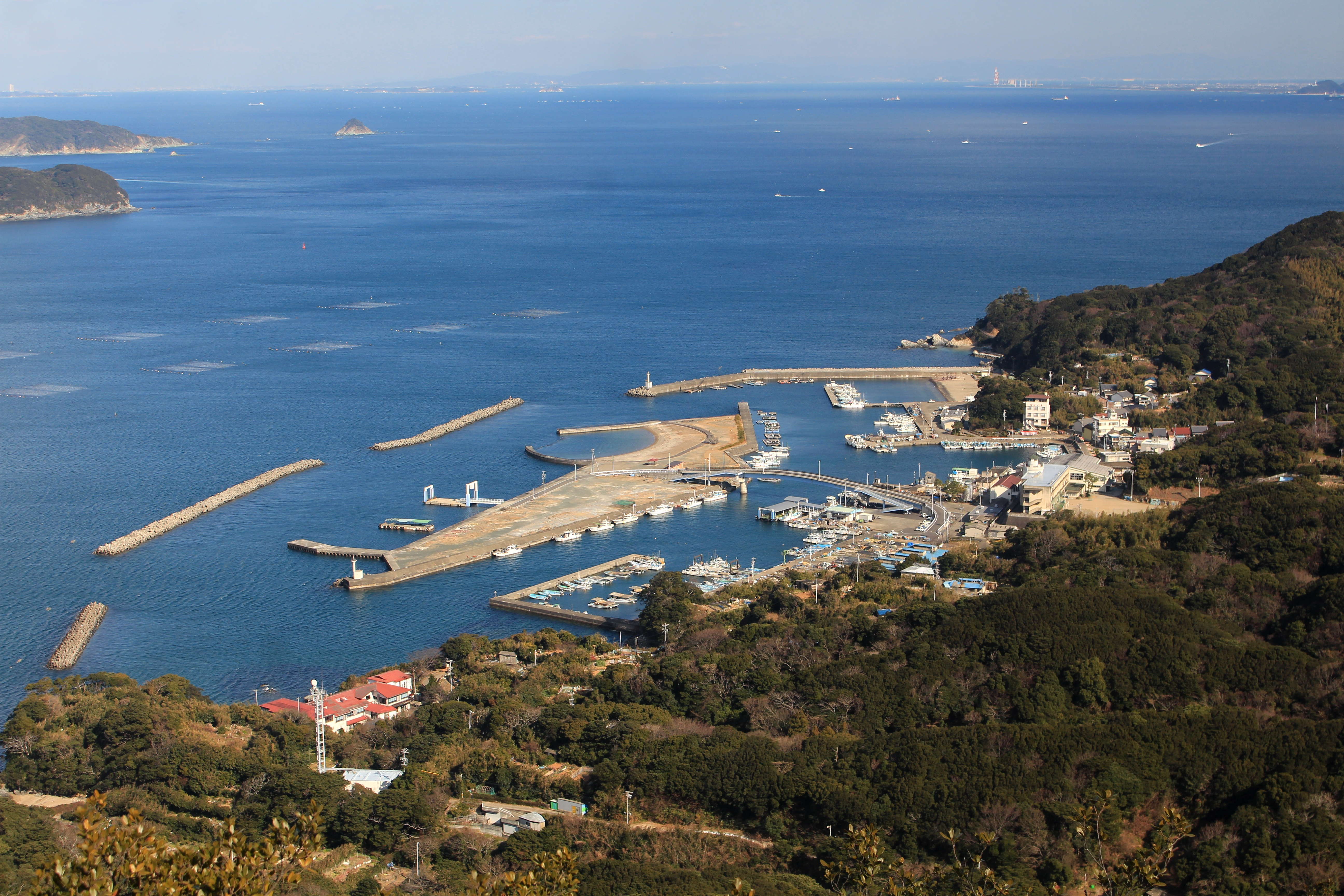
Рибальський
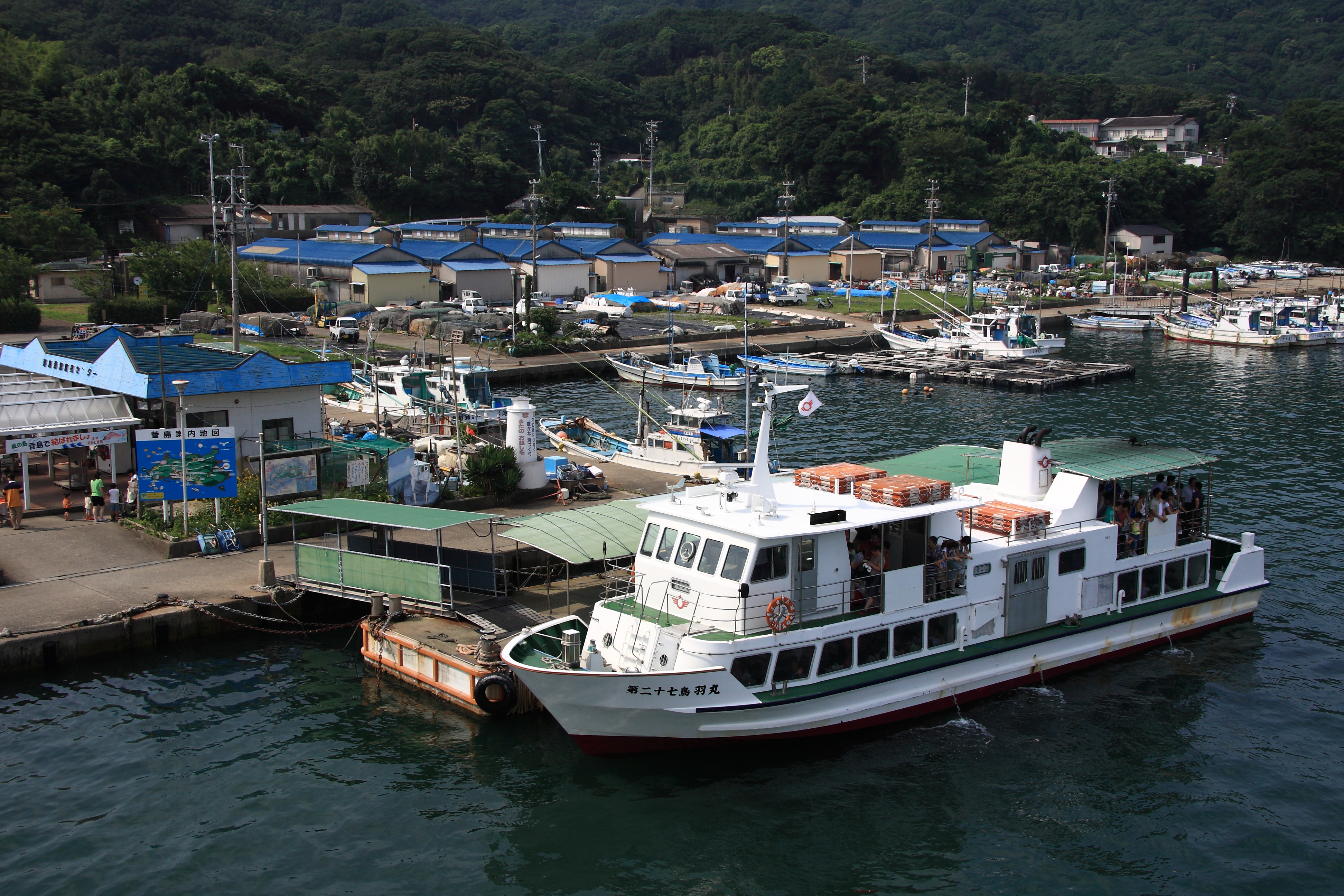
порт

## Історія

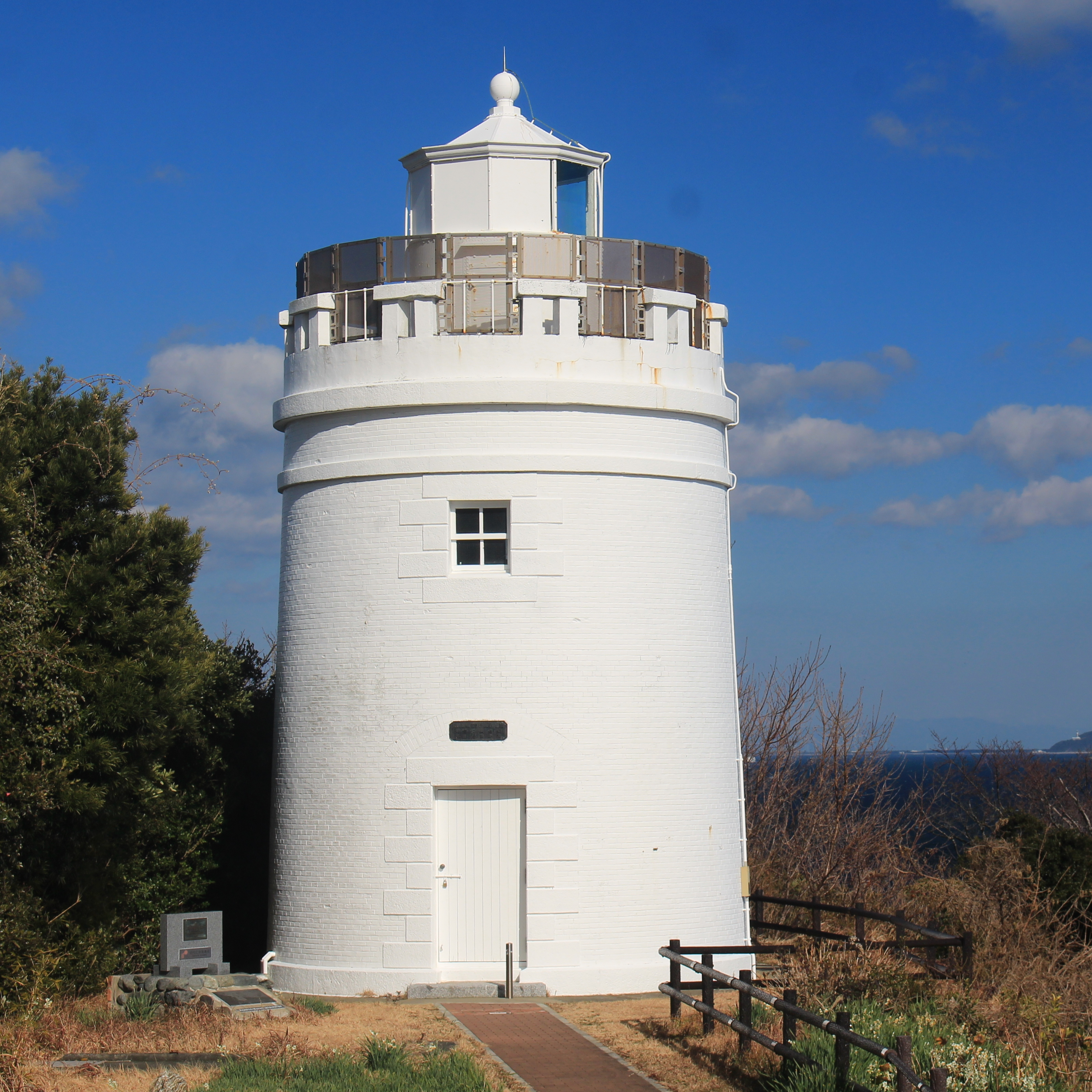
Маяк Суґашіма

На Суґашімі були знайдені залишки людських поселень періодів Дзьомон, Яйой та Кофун.
Топнім «Суґашіма» згадується у ранніх документах, таких як Манйосю та Вамьо Руйдзюсьо, також був згаданий в поезії періоду Камакура у віршах Сайґьо і Імператора Дзюнтоку.
На острові процвітало рибальське село, яке тако ж було перевалочним пунктом області Тоба у період сьоґунату Токуґави Ієясу в період Едо.
У 1873 році, після реставрації Мейдзі, було спроектовано та побудовано британським інженером Річардом Генрі Брантоном маяк Суґашіма. 1 липня 1873 року в церемонії відкриття маяка взяли участь Сайґо Такаморі та инші високопоставлені особи уряду Мейдзі.
1919 року на острові була створена морська біологічна лабораторія «Суґашіма» Наґойського університету.

## Економіка
Економіка острова базується на промисловому рибальстві та туризмі.